# 東華三院鄧肇堅小學

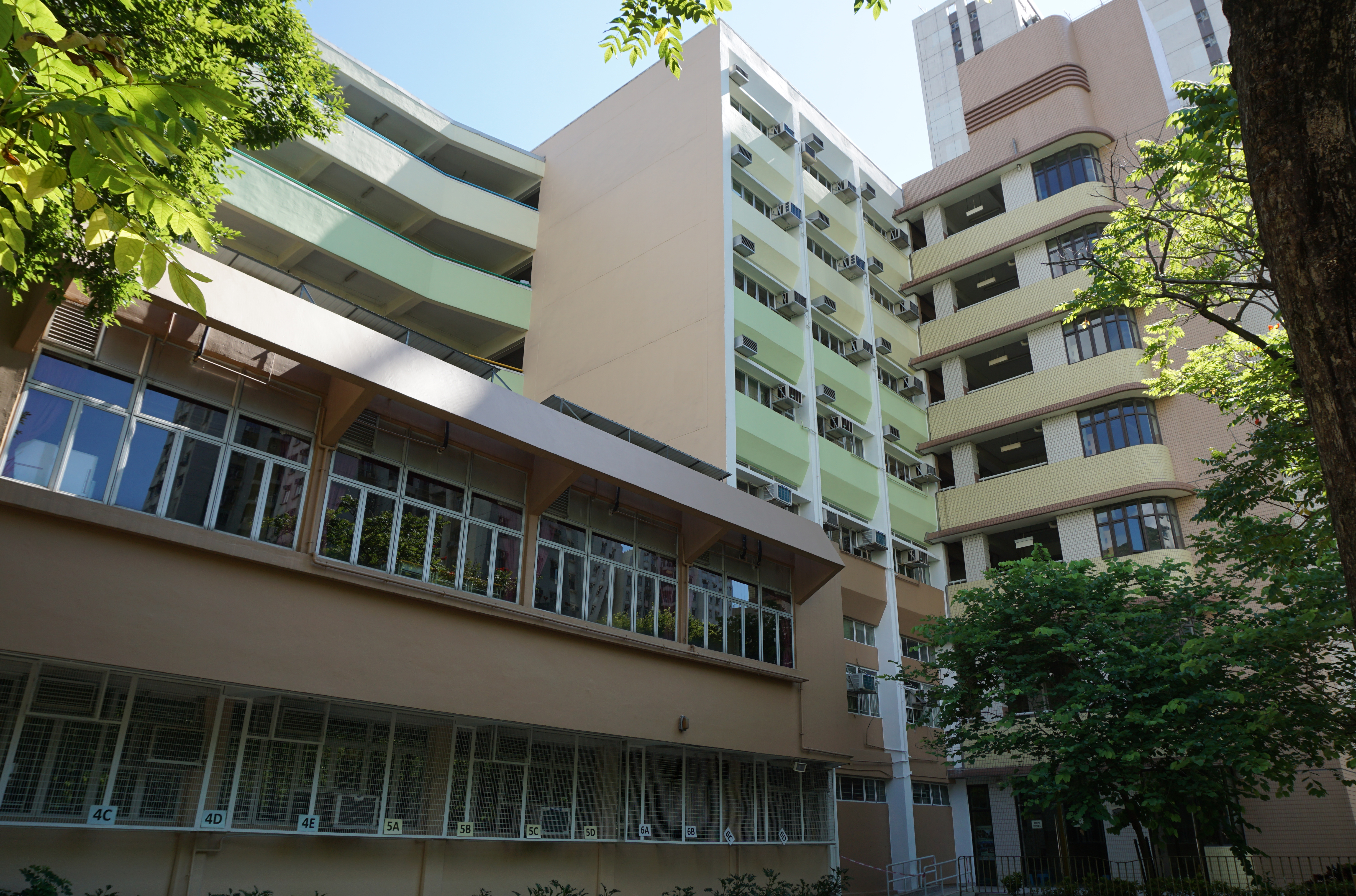
翻油後的校舍北面

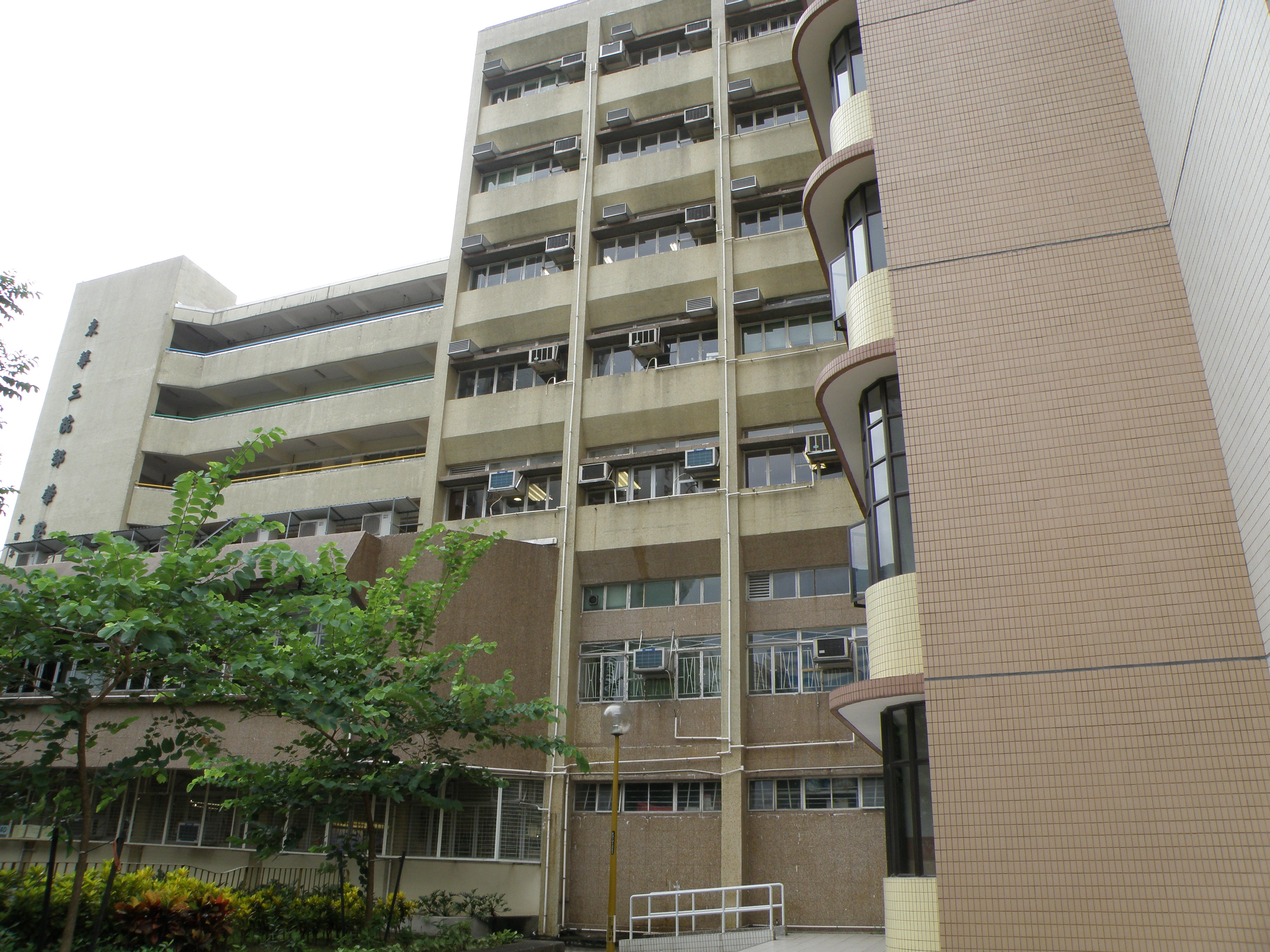
翻油前的校舍北面

東華三院鄧肇堅小學（英語：T.W.G.Hs Tang Shiu Kin Primary School）是香港新界屯門一間全日制津貼男女小學，於1981年由東華三院創辦。現任校長是鍾家明先生。

## 歷史
- 1981年9月：正式開始上課
- 1999年：成立家長教師會
- 2000年9月：因無法投得校舍作分拆，下午校開始停收小一，以便合併為全日制學校[1]
- 2002年9月：轉為全日制
- 2005年9月：新翼校舍落成啟用

## 歷任校長

### 上午校
- 袁報華先生（1981-1995）
- 葉以欣先生（1995-2002）[2]

### 下午校
- 李榮發先生 (1981-1984)
- 彭文禮先生 (1984-1985)（後轉職至保良局梁周順琴小學下午校）
- 戴瀚桂先生 (1985-1990)
- 馮偉成先生 (1990-1993)
- 袁報華先生 (1993-1993)
- 葉以欣先生 (1993-1995)
- 蘇碧婷女士 (1995-1996)（後平調至同系王余家潔紀念小學；現任順德聯誼總會李金小學校長）
- 黎仲榮先生 (1996-1999)
- 余錦泉先生（1999-2001)(署任）[3]
- 陳少華女士（2001-2002)(署任)

### 全日制
- 葉以欣先生（2002-2007）（後平調至同系李東海小學）
- 李漢光先生（2007-2016）（由李東海小學平調）
- 余錦泉先生（2016-2019）
- 黃穎心女士（2019-2020）(署任)
- 鍾家明先生（2020-現在)

## 設施
- 課室32間
- 籃球場
- 體育館
- 學生活動中心
- 教員室
- 會議室
- 校園電視台直播室
- 英語室
- 電腦室1間
- 數學室
- 常識室
- 禮堂
- 學生輔導主任室
- 會客室
- 教學資源室

## 知名教職員
- 潘偉源：香港流行歌曲填詞人

## 著名/傑出校友
- 周可茵：無綫電視新聞主播
- 鄧智偉：香港音樂創作人

## 外部連結
- 東華三院鄧肇堅小學網站 （页面存档备份，存于）